# 대한민국 고속도로의 모터사이클 통행 제한

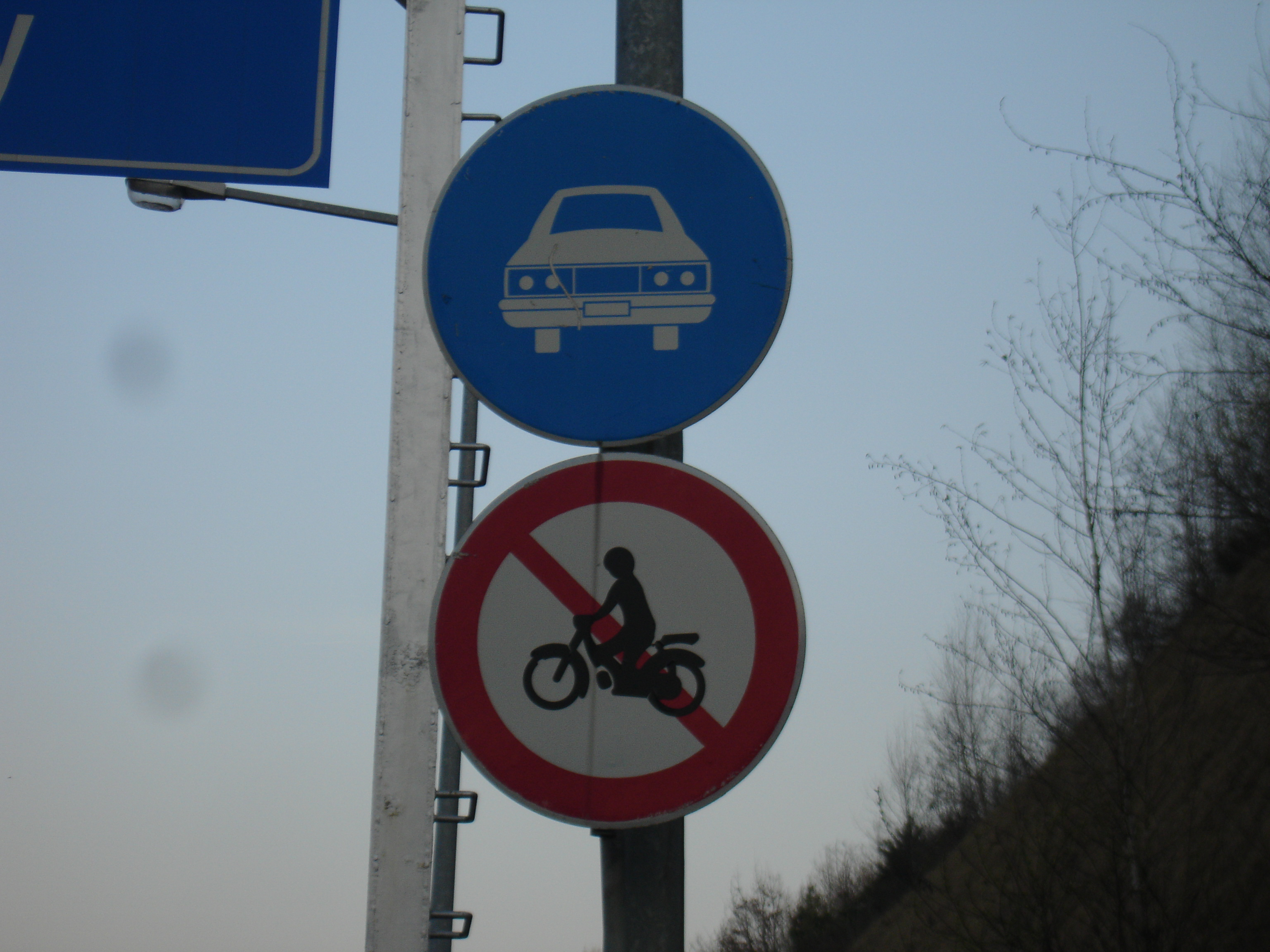
대한민국의 고속도로와 고속국도가 아닌 자동차 전용도로 입구에 설치되어 있는 자동차 전용도로 표지판 및 이륜자동차 통행금지 표지판

대한민국 고속도로의 모터사이클 통행 제한은 대한민국에서 긴급자동차로 지정되지 않은 이륜자동차(모터사이클)의 고속도로 등(고속국도 노선과 고속국도 노선에 포함되지 않은 자동차 전용도로를 통칭) 통행을 금지하는 이륜자동차 통행 제한 제도를 의미한다.

## 개요
현재 대한민국의 고속도로 등(대한민국의 고속도로(고속국도 노선)와 대한민국의 자동차 전용도로(고속국도 노선으로 지정되어 있지 않음)를 이르는 통칭)에서 이륜자동차(모터사이클)의 통행은 현재 긴급자동차로 지정된 이륜자동차(싸이카 및 소방용 모터사이클 등)에 한해 통행이 가능하며, 그 이외의 이륜자동차는 배기량에 관계없이 통행이 금지되어 있다.

## 관련 법령 본문
제58조 (통행 등의 금지) 보행자 또는 자동차(이륜자동차는 긴급자동차에 한한다)외의 차마는 고속도로 또는 자동차전용도로를 통행하거나 횡단하여서는 아니된다.(1991년 12월 14일 개정, 1992년 3월 15일 시행)

제63조 (통행 등의 금지) 자동차(이륜자동차는 긴급자동차에 한한다) 외의 차마의 운전자 또는 보행자는 고속도로등을 통행하거나 횡단하여서는 아니된다.(2005년 5월 31일 개정, 2006년 6월 1일 시행)

제63조 (통행 등의 금지) 자동차(이륜자동차는 긴급자동차만 해당한다) 외의 차마의 운전자 또는 보행자는 고속도로등을 통행하거나 횡단하여서는 아니된다.(2011년 6월 8일 개정, 2011년 12월 9일 시행)

## 역사
통행금지 이전에는 일정 배기량 이상의 이륜자동차는 통행이 가능하였으며, 경부고속도로가 개통된 당시(1970년) 기아산업(현 기아, 모터사이클 부문은 대림자동차)은 배기량 250cc급의 고속도로용 오토바이를 개발해 대량생산을 한 적이 있다. 현재와 같이 긴급자동차로 지정된 이륜자동차 이외에 다른 이륜자동차는 배기량에 관계없이 고속도로 등의 통행을 금지하는 제도는 1972년 6월 1일부터 내무부 장관 고시에 의해 삼륜차와 동시에 통행이 금지된 것으로부터 시작되었다. 이는 고시 전 달인 5월 23일에 내무부 치안국(현 경찰청)에서 고속도로에서 일어나는 사고 가운데 삼륜차와 이륜차의 사고가 전체사고의 25%를 차지하며, 차량소통에도 많은 지장을 준다는 이유를 근거로 한 것이다. 당시 경향신문에는 사설을 통한 반론이 보도되기도 하였으며, 보도 자료에 나온 통계에 의하면 삼륜차와 이륜차의 사고 통계를 혼합한 것이므로 정확한 통계라고 보기는 어렵다고 밝혔다.
1992년 3월 15일에는 1991년 12월 14일에 개정된 《도로교통법》 제58조의 시행에 의해 고속국도 노선에 포함되지 않은 자동차 전용도로의 이륜자동차(긴급자동차로 지정된 이륜자동차는 제외) 통행도 금지가 되었다. 제58조의 내용이 제63조로 옮겨진 이후 현재는 《도로교통법》 제63조가 그 내용을 담고 있다. 이 조항의 원문은 관련 법령 본문을 참고하라.

## 논란
논란이 된 부분은 이륜자동차의 경우 긴급자동차로 지정된 이륜자동차에 한해 통행이 가능하며 긴급자동차로 지정되지 않은 이륜자동차는 배기량에 관계없이 통행을 금지하는 단서조항이다. 이를 위반한 경우에는 《도로교통법》 제154조의 처벌규정에 의거하여 30만원 이하의 벌금을 물거나 구류(죄인을 통상적으로 1일 이상 30일 미만의 기간 동안 경찰서 유치장이나 교도소에 가두어 놓고 자유를 속박하는 일. 또는 그런 형벌. 자유형의 하나이다.)에 처하도록 되어 있으나, 실제로 이륜자동차를 이용하는 사람 중에서 이러한 법을 위반하는 경우도 있다. 이륜택배업에 종사하는 사람이나 대형이륜자동차를 이용하는 사람은 이러한 법에 문제점이 있는 것으로 인식하고 있어 중형 모터사이클과 대형 모터사이클을 이용하는 사람을 중심으로 이러한 법의 문제점을 제기하였다.
그 예로 한 대형 모터사이클 이용자는 이러한 이유로 2005년에 헌법소원을 청구하기도 했으나 헌법재판소는 2007년 1월 17일 기각판결을, 2008년 7월 31일 합헌판결을 하였다. 2007년 헌법재판소에서 기각 판결을 하자 모터사이클 단체와 동호인을 중심으로 기각판결에 대한 반론을 제기하였으며, 2007년 4월 9일에는 한 경찰관을 포함한 1000cc 이상의 대형 모터사이클 사용자들이 고속도로를 주행하다 적발되는 사건이 발생하기도 하였다.
이러한 문제는 모터사이클 제조 회사, 미국과 유럽 연합 측에서도 제기했으며, 특히 미국과 유럽 연합 측은 교통안전 통계수치에 따라 이러한 법규를 개정해야 한다는 요구를 한것 외에도 무역장벽으로 보는 경우도 있다.
2000년 2월 미국의 할리데이비슨은 이러한 한국의 교통법규 때문에 모터사이클을 판매할 수 없어 무역장벽이라고 주장하였으며, 효성기계공업(현 S&T 모터스)은 2005년 11월 산업자원부, 건설교통부, 경찰청을 상대로 "고속도로 및 자동차 전용 도로에서의 이륜차 주행이 허용되게끔 도로교통법이 개정되어야 하며"라는 내용이 있는 ‘국내 이륜차 산업의 육성을 위한 건의서’를 제출하였다. 주한 미국상공회의소(AMCHAM Korea)의 2002년 무역장벽 보고서에는 “주요 교역국 가운데 오토바이의 고속도로 주행을 금지하는 나라는 한국이 유일하다”고 보고되어 있으며, 한국의 모터사이클 업계에서는 미국·유럽에 오토바이를 수출하기 위해서는 고속 주행 테스트가 필수적이지만, 법상에서는 고속도로 통행이 불가능해 충분한 테스트 효과를 낼 수가 없다는 현실적인 어려움과 구조적인 타개책이 절실하며, 국산 이륜차 산업을 대형 모터사이클 위주의 고부가가치 산업으로 재편하기 위해서 이러한 규제는 철폐되어야 한다고 주장했다.
2006년, 주한유럽연합상공회의소에서 한국은 주요 세계시장에서 250cc 이상 대형 이륜차의 고속도로와 자동차전용도로 진입이 금지되어 있는 유일한 국가이며, 이러한 금지 목적이 교통안전을 도모하기 위함이라고 할지라도 미국 캘리포니아 조사기관을 포함한 기타 선진국의 교통안전 통계수치들은 대형 이륜차에게 고속도로와 자동차전용도로가 수많은 교차로 등의 위험이 있는 다른 형태의 도로보다 더욱 안전하다는 사실들을 입증해 주고 있어, 교통안전 통계수치에 비추어 250cc 이상 대형 이륜차에 대한 고속도로 및 자동차전용도로 진입금지 규정을 재검토 할 것을 요청하였다. 그러나 대한민국 정부 측에서는 대형이륜차의 고속도로 진입을 허용할 경우, 대형이륜차 운전자뿐만 아니라 여타 자동차 운전자의 안전에 위험을 줄 수 있기 때문에 진입을 허용하지 않았다.
또한 미국 무역대표부(USTR)가 2009년에 발표한 NTE 보고서 한국 관련 주요내용에 의하면 이륜자동차의 고속도로 주행금지, 관세 및 세금수준, 저당권 설정 불능 문제 등 지적을 한 것에 대하여, 경찰청이 이륜자동차 고속도로 주행 안정성에 대한 연구용역 실시중임을 소개하고 있다.
2009년 경찰청의 교통연구기관 연구 용역 의뢰에 따라 2009년 9월 11일부터 2010년 3월 10일까지 연구한 연구결과에 의하면 이륜차의 고속도로 통행은 유보하는 것이 바람직하다는 결과가 나왔지만 이륜차 관련 단체의 회장은 이 연구 보고서를 분석 및 평가를 했으나 오류가 있는 것으로 보고 있다.
또한, 2024년 3월에는 국민권익위원회에서 자동차전용도로에 이륜차가 통행해도 될 지에 대한 대국민 설문을 진행한 바 있었다. 하지만 해당 설문에서 자동차전용도로에서의 이륜차 통행금지 해제가 필요하다는 의견이 88%나 차지했는데도 불구하고 검토보고서에서 경찰청이 내놓은 차체 바깥으로 운전자가 노출되어 있어 위험하다는 주장만을 수용, 의견없음으로 결론지었다.
이에 대해 통행금지 해제가 우세했던 해당 설문결과도 일부 이륜차 단체의 참여로 그렇게 된 것으로 보고 자동차 매체인 모터그래프의 유투브 설문 결과로 이륜차의 자동차전용도로 진입에 대한 인식이 이렇게나 안 좋다를 평가한 검토보고서의 내용 때문에 혹시 권익위가 경찰청에게 굴복한 상태로 보고서를 쓴 것이 아닌가 하는 의혹도 생겨났다.

## 연혁표

### 이륜자동차의 통행 제한 연혁[13]
| 연도                              | 고속도로 | 자동차 전용도로 |
| --------------------------------- | --- | --- |
| 1968년 ~ 1972년 5월 31일          | 1968년 12월 고속도로 개통 당시 250cc 이상 통행가능                                                                                         | 250cc 이상 통행가능 (1985년에 시행된 도로교통법상으로는 125cc 초과 통행가능)                                                               |
| 1972년 6월 1일 ~ 1992년 3월 14일  | 1972년 5월 23일에 발표된 내무부 고시에 의해 1972년 6월 1일부터 삼륜자동차와 동시에 통행금지                                                | 250cc 이상 통행가능 (1985년에 시행된 도로교통법상으로는 125cc 초과 통행가능)                                                               |
| 1992년 3월 15일 ~ 2006년 5월 31일 | 1991년 12월 14일에 개정된 도로교통법 제58조의 시행에 의해 이륜자동차 고속도로 통행금지의 법령화와 자동차 전용도로의 이륜자동차 통행금지    | 1991년 12월 14일에 개정된 도로교통법 제58조의 시행에 의해 이륜자동차 고속도로 통행금지의 법령화와 자동차 전용도로의 이륜자동차 통행금지    |
| 2006년 6월 1일 ~ 현재             | 전부 개정된 도로교통법의 시행에 의해 해당 법령이 도로교통법 제58조에서 도로교통법 제63조로 변경(2005년 5월 31일 개정, 2006년 6월 1일 시행) | 전부 개정된 도로교통법의 시행에 의해 해당 법령이 도로교통법 제58조에서 도로교통법 제63조로 변경(2005년 5월 31일 개정, 2006년 6월 1일 시행) |
| 2006년 6월 1일 ~ 현재             | 법률용어 개정에 따른 도로교통법 일부 개정에 의해 조항 내용이 변경(2011년 6월 8일 개정, 2011년 12월 9일 시행)                               | |

### 관련 법령 연혁
| 연도   | 법령 조문 | 법령 조문 |
| 연도   | 도로교통법 | 도로교통법 시행규칙 |
| ------ | --- | --- |
| 1969년 | | 제6조의2 (고속교통구역에 있어서의 자동차의 운행속도) ①영 제7조단서의 규정에 의한 고속교통구역에 있어서의 자동차의 운행 최고속도는 다음 각호와 같다. 1. 보통승용자동차, 소형승용자동차, 소형화물자동차, 3륜화물자동차, 총 배기량 250씨씨이상의 2륜승용자동차(총 배기량 250씨씨미만의 2륜승용자동차 및 원동기 장치 자전거를 제외한다)는 매시 100킬로미터 2. 보통승합자동차, 보통화물자동차, 피견인차부자동차는 매시 80킬로미터 |
| 1970년 | 제47조의7 (횡단등의 금지) ①자동차는 고속도로 또는 자동차도를 횡단하거나 회전하거나 후진하여서는 아니된다. ②보행자 또는 차마(자동차를 제외한다)는 고속도로 또는 자동차도를 통행하거나 횡단하여서는 아니된다. [본조신설 1970·8·12]             | 제6조의2 (고속교통구역에 있어서의 자동차의 운행속도) ①영 제7조단서의 규정에 의한 고속교통구역에 있어서의 자동차의 운행 최고속도는 다음 각호와 같다. 1. 보통승용자동차, 소형승용자동차, 소형화물자동차, 3륜화물자동차, 총 배기량 250씨씨이상의 2륜승용자동차(총 배기량 250씨씨미만의 2륜승용자동차 및 원동기 장치 자전거를 제외한다)는 매시 100킬로미터 2. 보통승합자동차, 보통화물자동차, 피견인차부자동차는 매시 80킬로미터 |
| 1972년 | 제47조의7 (횡단등의 금지) ①자동차는 고속도로 또는 자동차도를 횡단하거나 회전하거나 후진하여서는 아니된다. ②보행자 또는 차마(자동차를 제외한다)는 고속도로 또는 자동차도를 통행하거나 횡단하여서는 아니된다. [본조신설 1970·8·12]             | 제12조 (자동차등의 속도) 법 제13조제1항의 규정에 의하여 자동차 및 원동기장치자전거(이하 "자동차등"이라 한다)의 운행속도를 다음과 같이 정한다. 2. 고속도로에 있어서는 최저속도를 50키로미터로 하되, 가. 보통승합자동차(고속용에 한한다). 보통승용자동차·소형승용자동차·보통승용겸화물자동차·소형승용겸화물자동차·소형2륜승용자동차(총 배기 250cc이하의 소형경2륜승용자동차는 제외한다)는 매시 100키로미터이내 나. 보통승합자동차(고속용은 제외한다)·보통화물자동차·소형화물자동차·소형3륜화물자동차·소형3륜승용자동차·견인자동차·특수자동차는 매시 80키로미터이내. |
| 1973년 | 제47조의7 (횡단등의 금지) ①자동차는 고속도로 또는 자동차도를 횡단하거나 회전하거나 후진하여서는 아니된다. ②보행자 또는 차마(자동차를 제외한다)는 고속도로 또는 자동차도를 통행하거나 횡단하여서는 아니된다. [본조신설 1970·8·12]             | 제12조 (자동차등의 속도) 법 제13조제1항의 규정에 의하여 자동차 및 원동기장치자전거(이하 "자동차등"이라 한다)의 운행속도를 다음과 같이 정한다. <개정 1973.12.29> 2. 고속도로에 있어서는 최저속도를 50키로미터로 하되, 가. 보통승합자동차(고속용에 한한다). 보통승용자동차·소형승용자동차·보통승용겸화물자동차·소형승용겸화물자동차·소형2륜승용자동차(총 배기 250cc이하의 소형경2륜승용자동차는 제외한다)는 매시 100키로미터이내 나. 보통승합자동차(고속용은 제외한다)·보통화물자동차·소형화물자동차·소형3륜화물자동차·소형3륜승용자동차·견인자동차·특수자동차는 매시 80키로미터이내. 3. 고속교통에 공하기 위하여 특별한 시설이 되어있는 도로에 있어서는 최저속도를 매시 30키로미터로 하되, 가. 보통승용자동차(고속용에 한 한다). 보통승용자동차, 소형승용자동차, 보통승용 겸 화물자동차, 소형2륜승용자동차(총배기량 250씨씨이하는 제외한다)는 매시 80키로미터이내 나. 보통승합자동차(고속용은 제외한다), 보통화물자동차, 소형화물자동차, 소형3륜승용자동차, 특수자동차는 매시 60키로미터이내                      |
| 1979년 | 제47조의7 (횡단등의 금지) ①자동차는 고속도로 또는 자동차도를 횡단하거나 회전하거나 후진하여서는 아니된다. ②보행자 또는 차마(자동차를 제외한다)는 고속도로 또는 자동차도를 통행하거나 횡단하여서는 아니된다. [본조신설 1970·8·12]             | 제12조 (자동차등의 속도) 법 제13조제1항의 규정에 의하여 자동차 및 원동기장치자전거(이하 "자동차등"이라 한다)의 운행속도를 다음과 같이 정한다. <개정 1973.12.29, 1979.7.28> 2. 고속도로에 있어서는 최저속도를 50키로미터로 하되, 가. 보통승합자동차(고속용에 한한다). 보통승용자동차·소형승용자동차·보통승용겸화물자동차·소형승용겸화물자동차·소형2륜승용자동차(총 배기 250cc이하의 소형경2륜승용자동차는 제외한다)는 매시 90키로미터이내 나. 보통승합자동차(고속용은 제외한다)·보통화물자동차·소형화물자동차·소형3륜화물자동차·소형3륜승용자동차·견인자동차·특수자동차는 매시 70키로미터이내. 3. 고속교통에 공하기 위하여 특별한 시설이 되어있는 도로에 있어서는 최저속도를 매시 30키로미터로 하되, 가. 보통승용자동차(고속용에 한 한다). 보통승용자동차, 소형승용자동차, 보통승용 겸 화물자동차, 소형2륜승용자동차(총배기량 250씨씨이하는 제외한다)는 매시 70키로미터이내 나. 보통승합자동차(고속용은 제외한다), 보통화물자동차, 소형화물자동차, 소형3륜승용자동차, 특수자동차는 매시 60키로미터이내            |
| 1980년 | 제47조의7 (횡단등의 금지) ①자동차는 고속도로 또는 자동차전용도로를 횡단하거나 회전하거나 후진하여서는 아니된다. ②보행자 또는 차마(자동차를 제외한다)는 고속도로 또는 자동차전용도로를 통행하거나 횡단하여서는 아니된다. [본조신설 1970·8·12] | 제12조 (자동차등의 속도) 법 제13조제1항의 규정에 의하여 자동차 및 원동기장치자전거(이하 "자동차등"이라 한다)의 운행속도를 다음과 같이 정한다. <개정 1973.12.29, 1979.7.28> 2. 고속도로에 있어서는 최저속도를 50키로미터로 하되, 가. 보통승합자동차(고속용에 한한다). 보통승용자동차·소형승용자동차·보통승용겸화물자동차·소형승용겸화물자동차·소형2륜승용자동차(총 배기 250cc이하의 소형경2륜승용자동차는 제외한다)는 매시 90키로미터이내 나. 보통승합자동차(고속용은 제외한다)·보통화물자동차·소형화물자동차·소형3륜화물자동차·소형3륜승용자동차·견인자동차·특수자동차는 매시 70키로미터이내. 3. 고속교통에 공하기 위하여 특별한 시설이 되어있는 도로에 있어서는 최저속도를 매시 30키로미터로 하되, 가. 보통승용자동차(고속용에 한 한다). 보통승용자동차, 소형승용자동차, 보통승용 겸 화물자동차, 소형2륜승용자동차(총배기량 250씨씨이하는 제외한다)는 매시 70키로미터이내 나. 보통승합자동차(고속용은 제외한다), 보통화물자동차, 소형화물자동차, 소형3륜승용자동차, 특수자동차는 매시 60키로미터이내            |
| 1981년 | 제47조의7 (횡단등의 금지) ①자동차는 고속도로 또는 자동차전용도로를 횡단하거나 회전하거나 후진하여서는 아니된다. ②보행자 또는 차마(자동차를 제외한다)는 고속도로 또는 자동차전용도로를 통행하거나 횡단하여서는 아니된다. [본조신설 1970·8·12] | 제12조 (자동차등의 속도) 법 제13조제1항의 규정에 의하여 자동차 및 원동기장치자전거(이하 "자동차등"이라 한다)의 운행속도를 다음과 같이 정한다. <개정 1973.12.29, 1979.7.28, 1981.5.6> 2. 고속도로에 있어서는 최저속도를 50키로미터로 하되, 가. 보통승합자동차(고속용에 한한다). 보통승용자동차·소형승용자동차·보통승용겸화물자동차·소형승용겸화물자동차·소형2륜승용자동차(총 배기 250cc이하의 소형경2륜승용자동차는 제외한다)는 매시 100키로미터이내 나. 보통승합자동차(고속용은 제외한다)·보통화물자동차·소형화물자동차·소형3륜화물자동차·소형3륜승용자동차·견인자동차·특수자동차는 매시 80키로미터이내. 3. 고속교통에 공하기 위하여 특별한 시설이 되어있는 도로에 있어서는 최저속도를 매시 30키로미터로 하되, 가. 보통승용자동차(고속용에 한 한다). 보통승용자동차, 소형승용자동차, 보통승용 겸 화물자동차, 소형2륜승용자동차(총배기량 250씨씨이하는 제외한다)는 매시 70키로미터이내 나. 보통승합자동차(고속용은 제외한다), 보통화물자동차, 소형화물자동차, 소형3륜승용자동차, 특수자동차는 매시 60키로미터이내 |
| 1984년 | 제58조 (통행 등의 금지) 보행자 또는 자동차외의 차마는 고속도로 또는 자동차전용도로를 통행하거나 횡단하여서는 아니된다. | 제12조 (자동차등의 속도) 법 제13조제1항의 규정에 의하여 자동차 및 원동기장치자전거(이하 "자동차등"이라 한다)의 운행속도를 다음과 같이 정한다. <개정 1973.12.29, 1979.7.28, 1981.5.6> 2. 고속도로에 있어서는 최저속도를 50키로미터로 하되, 가. 보통승합자동차(고속용에 한한다). 보통승용자동차·소형승용자동차·보통승용겸화물자동차·소형승용겸화물자동차·소형2륜승용자동차(총 배기 250cc이하의 소형경2륜승용자동차는 제외한다)는 매시 100키로미터이내 나. 보통승합자동차(고속용은 제외한다)·보통화물자동차·소형화물자동차·소형3륜화물자동차·소형3륜승용자동차·견인자동차·특수자동차는 매시 80키로미터이내. 3. 고속교통에 공하기 위하여 특별한 시설이 되어있는 도로에 있어서는 최저속도를 매시 30키로미터로 하되, 가. 보통승용자동차(고속용에 한 한다). 보통승용자동차, 소형승용자동차, 보통승용 겸 화물자동차, 소형2륜승용자동차(총배기량 250씨씨이하는 제외한다)는 매시 70키로미터이내 나. 보통승합자동차(고속용은 제외한다), 보통화물자동차, 소형화물자동차, 소형3륜승용자동차, 특수자동차는 매시 60키로미터이내 |
| 1985년 | 제58조 (통행 등의 금지) 보행자 또는 자동차외의 차마는 고속도로 또는 자동차전용도로를 통행하거나 횡단하여서는 아니된다. | 승용자동차와 이륜자동차의 고속도로 및 자동차 전용도로의 속도 제한 부분 조항이 삭제, 승용자동차와 이륜자동차의 속도 제한은 차로수별 속도 제한으로 바뀜 (자세한 내용은 속도 제한 참조) |
| 1990년 | 제58조 (통행 등의 금지) 보행자 또는 자동차외의 차마는 고속도로 또는 자동차전용도로를 통행하거나 횡단하여서는 아니된다. | 승용자동차와 이륜자동차의 고속도로 및 자동차 전용도로의 속도 제한 부분 조항이 삭제, 승용자동차와 이륜자동차의 속도 제한은 차로수별 속도 제한으로 바뀜 (자세한 내용은 속도 제한 참조) |
| 1991년 | 제58조 (통행 등의 금지) 보행자 또는 자동차(이륜자동차는 긴급자동차에 한한다)외의 차마는 고속도로 또는 자동차전용도로를 통행하거나 횡단하여서는 아니된다. <개정 1991·12·14>                                                                   | 승용자동차와 이륜자동차의 고속도로 및 자동차 전용도로의 속도 제한 부분 조항이 삭제, 승용자동차와 이륜자동차의 속도 제한은 차로수별 속도 제한으로 바뀜 (자세한 내용은 속도 제한 참조) |
| 1992년 | 제58조 (통행 등의 금지) 보행자 또는 자동차(이륜자동차는 긴급자동차에 한한다)외의 차마는 고속도로 또는 자동차전용도로를 통행하거나 횡단하여서는 아니된다. <개정 1991·12·14>                                                                   | 승용자동차와 이륜자동차의 고속도로 및 자동차 전용도로의 속도 제한 부분 조항이 삭제, 승용자동차와 이륜자동차의 속도 제한은 차로수별 속도 제한으로 바뀜 (자세한 내용은 속도 제한 참조) |
| 2000년 | 제58조 (통행 등의 금지) 보행자 또는 자동차(이륜자동차는 긴급자동차에 한한다)외의 차마는 고속도로 또는 자동차전용도로를 통행하거나 횡단하여서는 아니된다. <개정 1991·12·14>                                                                   | 승용자동차와 이륜자동차의 고속도로 및 자동차 전용도로의 속도 제한 부분 조항이 삭제, 승용자동차와 이륜자동차의 속도 제한은 차로수별 속도 제한으로 바뀜 (자세한 내용은 속도 제한 참조) |
| 2005년 | 제63조 (통행 등의 금지) 자동차(이륜자동차는 긴급자동차에 한한다) 외의 차마의 운전자 또는 보행자는 고속도로등을 통행하거나 횡단하여서는 아니된다.                                                                                             | 승용자동차와 이륜자동차의 고속도로 및 자동차 전용도로의 속도 제한 부분 조항이 삭제, 승용자동차와 이륜자동차의 속도 제한은 차로수별 속도 제한으로 바뀜 (자세한 내용은 속도 제한 참조) |
| 2006년 | 제63조 (통행 등의 금지) 자동차(이륜자동차는 긴급자동차에 한한다) 외의 차마의 운전자 또는 보행자는 고속도로등을 통행하거나 횡단하여서는 아니된다.                                                                                             | 승용자동차와 이륜자동차의 고속도로 및 자동차 전용도로의 속도 제한 부분 조항이 삭제, 승용자동차와 이륜자동차의 속도 제한은 차로수별 속도 제한으로 바뀜 (자세한 내용은 속도 제한 참조) |
| 2010년 | 제63조 (통행 등의 금지) 자동차(이륜자동차는 긴급자동차에 한한다) 외의 차마의 운전자 또는 보행자는 고속도로등을 통행하거나 횡단하여서는 아니된다.                                                                                             | 승용자동차와 이륜자동차의 고속도로 및 자동차 전용도로의 속도 제한 부분 조항이 삭제, 승용자동차와 이륜자동차의 속도 제한은 차로수별 속도 제한으로 바뀜 (자세한 내용은 속도 제한 참조) |
| 2011년 | 제63조 (통행 등의 금지) 자동차(이륜자동차는 긴급자동차만 해당한다) 외의 차마의 운전자 또는 보행자는 고속도로등을 통행하거나 횡단하여서는 아니된다.                                                                                           | 승용자동차와 이륜자동차의 고속도로 및 자동차 전용도로의 속도 제한 부분 조항이 삭제, 승용자동차와 이륜자동차의 속도 제한은 차로수별 속도 제한으로 바뀜 (자세한 내용은 속도 제한 참조) |

### 현 통행 제한 시행 이전 통행가능 도로[19]
| 도로                               | 최초 개통년월일                                                                                | 금지년월일 |
| ---------------------------------- | ---------------------------------------------------------------------------------------------- | --- |
| 경인고속도로                       | 1968년 12월 21일                                                                               | 1972년 6월 1일 |
| 경부고속도로                       | 1969년 12월 19일                                                                               | 1972년 6월 1일 |
| 호남고속도로                       | 1970년 12월 30일                                                                               | 1972년 6월 1일 |
| 영동고속도로                       | 1971년 12월 1일                                                                                | 1972년 6월 1일 |
| 강변북로                           | 1969년 12월 25일                                                                               | 1992년 3월 15일 |
| 올림픽대로                         | 1986년 5월 2일                                                                                 | 1992년 3월 15일 |
| 양재대로                           | 1989년 2월 13일                                                                                | 1992년 3월 15일 |
| 부산 번영로                        | 1980년 10월                                                                                    | 1992년 3월 15일 |
| 노들로                             | 1967년 12월(개통 당시 강변1로)                                                                 | 1. 1992년 3월 15일 2.2014년 12월 26일 양화교 ~ 양화대교 남단 구간이 자동차 전용도로에서 해제되어 모든 배기량의 이륜차 통행가능 3.2015년 7월 30일 양화대교 남단 ~ 한강대교 남단 구간이 자동차 전용도로에서 해제되어 모든 배기량의 이륜차 통행가능(노들로 전구간이 자동차 전용도로에서 해제) |
| 남부순환로                         | 1978년 6월 29일                                                                                | 1. 1992년 3월 15일(오류 나들목 ~ 시흥 나들목 5.4 km) 2. (구로 나들목 ~ 시흥 나들목 구간은 2006년 3월 2일 이후 자동차 전용도로에서 해제되어 모든 배기량의 이륜차가 통행가능) |
| 제물포길 (현 국회대로 구간의 일부) | 1968년 (개통 당시 경인고속도로의 일부 구간으로, 1985년 11월 12일에 관리권이 서울특별시로 이관) | 1. 1972년 6월 1일 통행금지 2. 1985년 11월 12일 이후 관리권이 서울특별시로 이관과 동시에 자동차 전용도로로 지정됨에 따라 250cc 이상 통행가능 3. 1992년 3월 15일 개정 도로교통법 시행에 의해 통행금지                                                                                        |

## 헌법재판소 판례
헌법재판소는 2007년에 기각판결을, 2008년, 2011년, 2015년에 배기량에 관계없이 이륜자동차의 고속도로 등의 통행을 금지하는 통행제한 규정에 대해 합헌판결을 하였다.

## 관련 서적
- 박동성, 《대한민국 법은 개법인가》, 계간문예, 2011 (ISBN 9788965540212)

## 같이 보기
- 대한민국의 고속도로
- 대한민국의 자동차 전용도로
- 고속도로의 모터사이클 통행 기준
- 동아시아 지역 고속도로의 모터사이클 통행 제한
- 중화민국 고속도로의 모터사이클 통행 제한(중국어판)